# Baanlichaam

Dwarsdoorsnede van een spoorbaan inclusief ondergrond

Het baanlichaam of weglichaam, een term uit de wegenbouw, is een lichaam van zand of aarde onder een spoorweg of weg. Het baanlichaam rust op de ondergrond en omvat de aardebaan met daarop de fundering van weg of spoorweg. Soms wordt de ondergrond gestabiliseerd, onder andere door de oorspronkelijke grond te vervangen door zand en/of te zorgen voor de beheersing van het (grond)waterpeil. Belangrijke functies van de aardebaan zijn het op de juiste hoogte brengen van de weg of spoorweg, het bieden van een stabiele ondersteuning die in staat is het gewicht te dragen van de weg of de spoorweg, en van het verkeer, en die de trillingen van het verkeer kan opvangen. Een goede regenwaterafvoer is van belang voor de duurzaamheid van de aardebaan.
Het baanlichaam vormt vaak de onderbouw van een weg of spoorweg. Daar waar de aardebaan onderbroken wordt door bijvoorbeeld een brug of viaduct, een kunstwerk, vormt dat kunstwerk de onderbouw. In de spoorwegtechniek wordt de constructie van de spoorweg de bovenbouw genoemd. De bovenbouw ligt op de onderbouw.